# Cyphomyrmex transversus
Cyphomyrmex transversus är en myrart som beskrevs av Carlo Emery 1894. Cyphomyrmex transversus ingår i släktet Cyphomyrmex och familjen myror. Inga underarter finns listade i Catalogue of Life.

## Bildgalleri

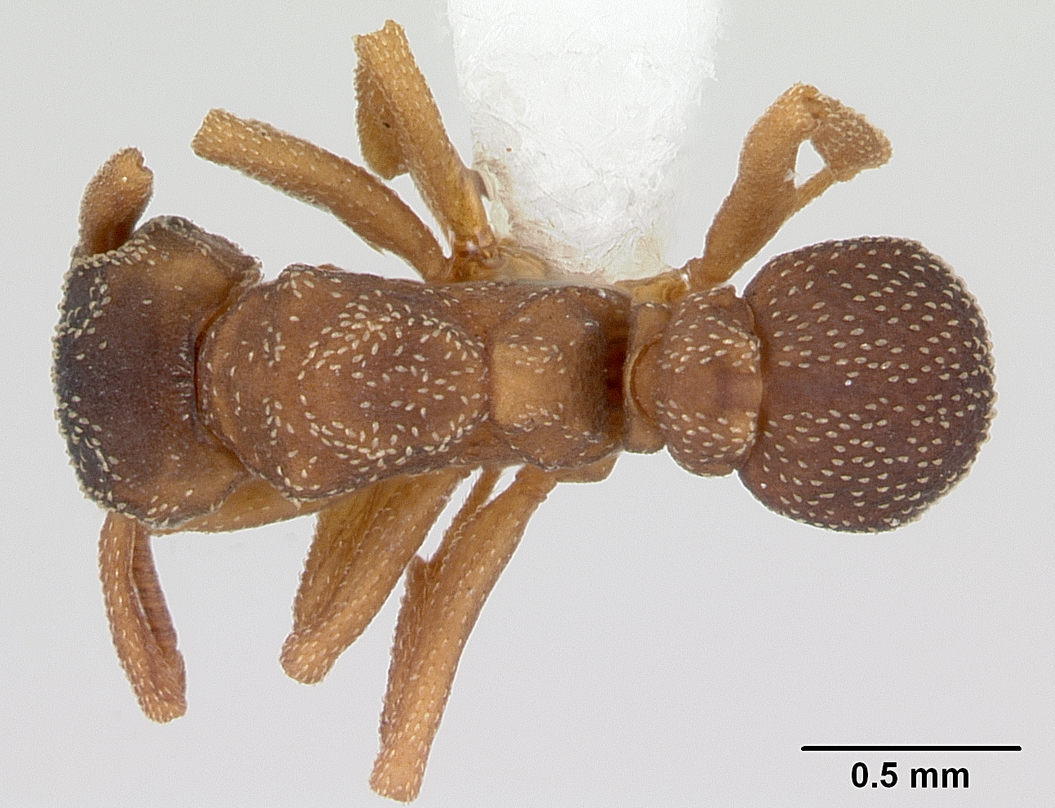
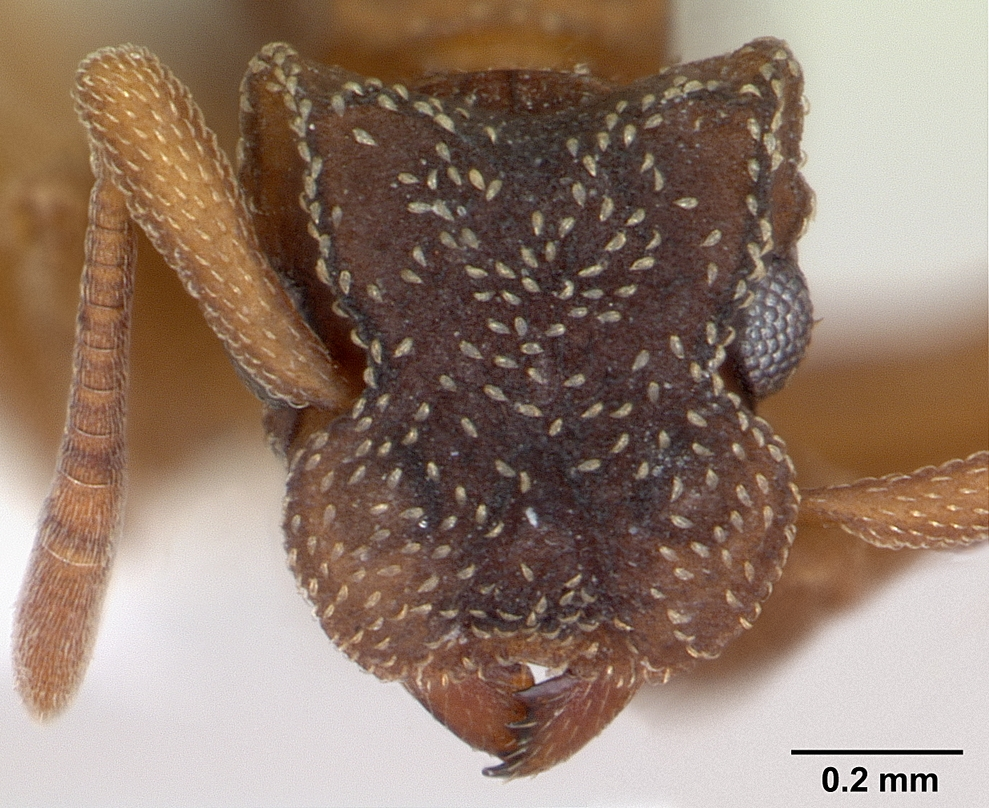
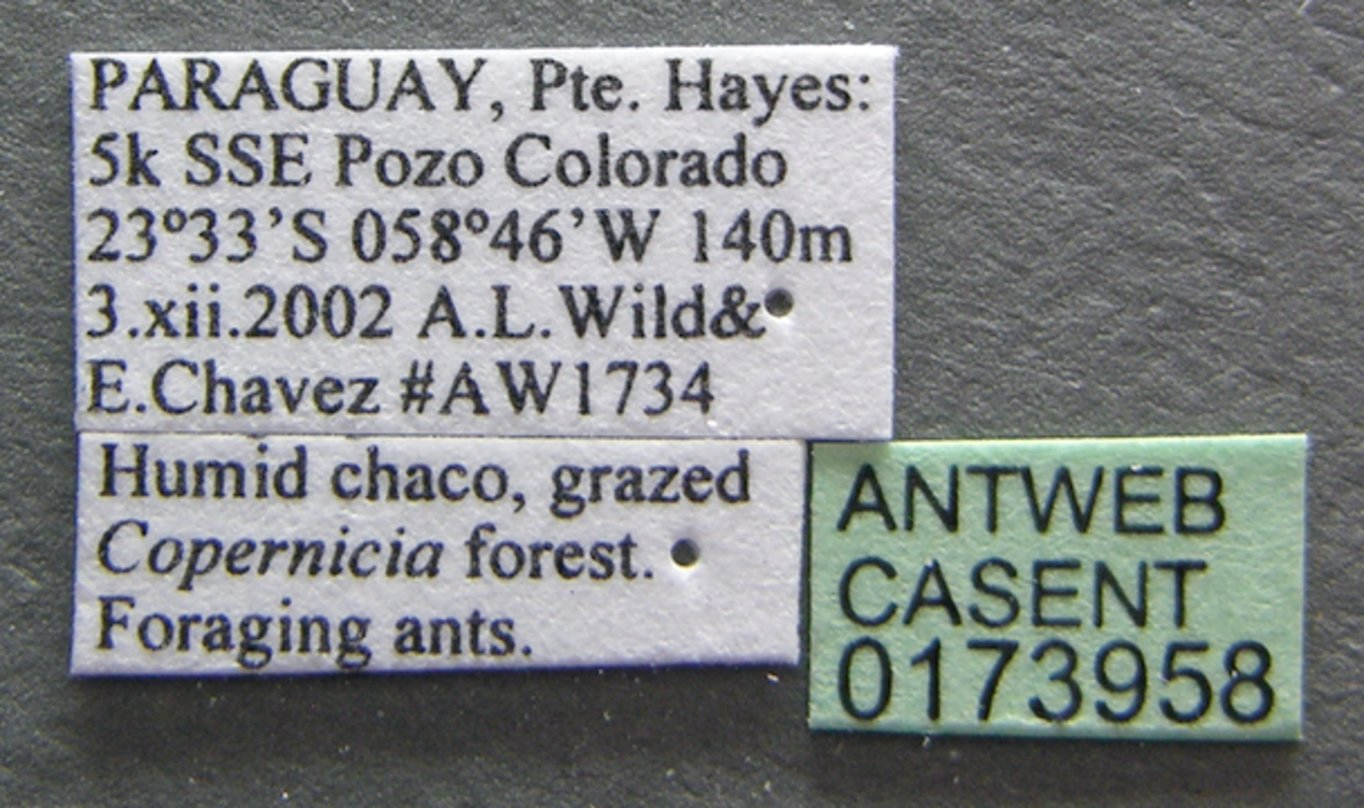
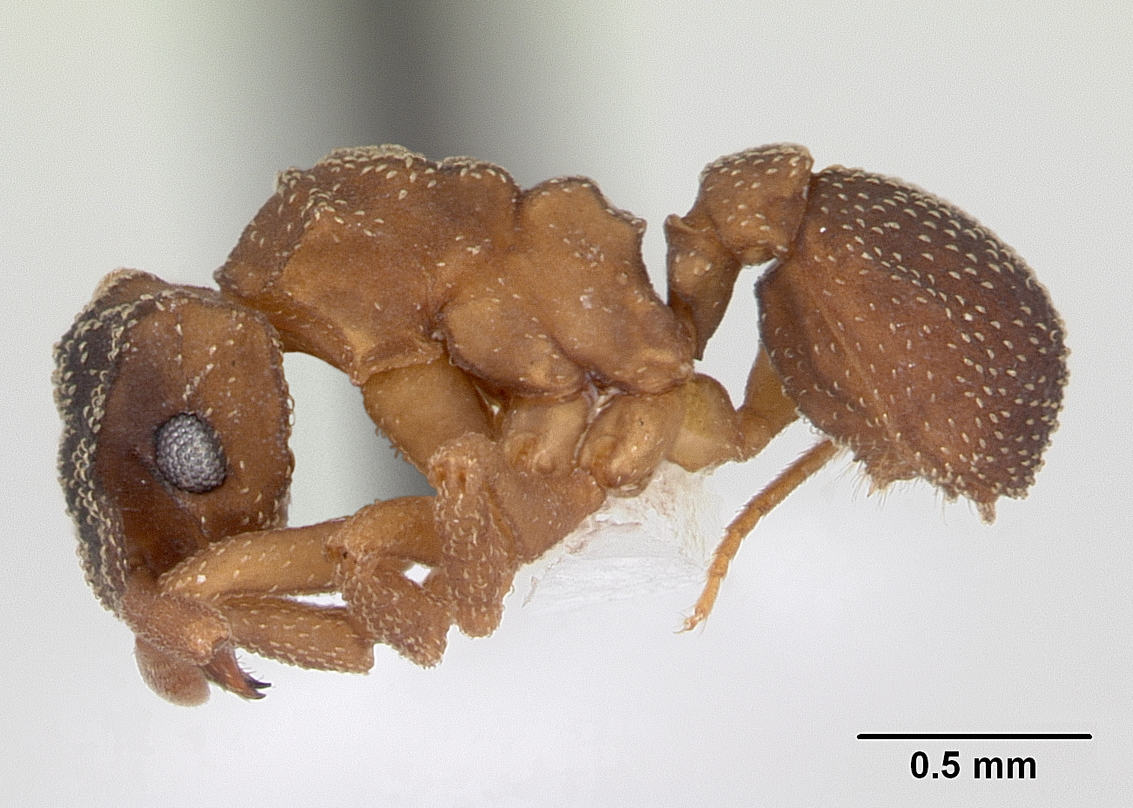